# دوكودو

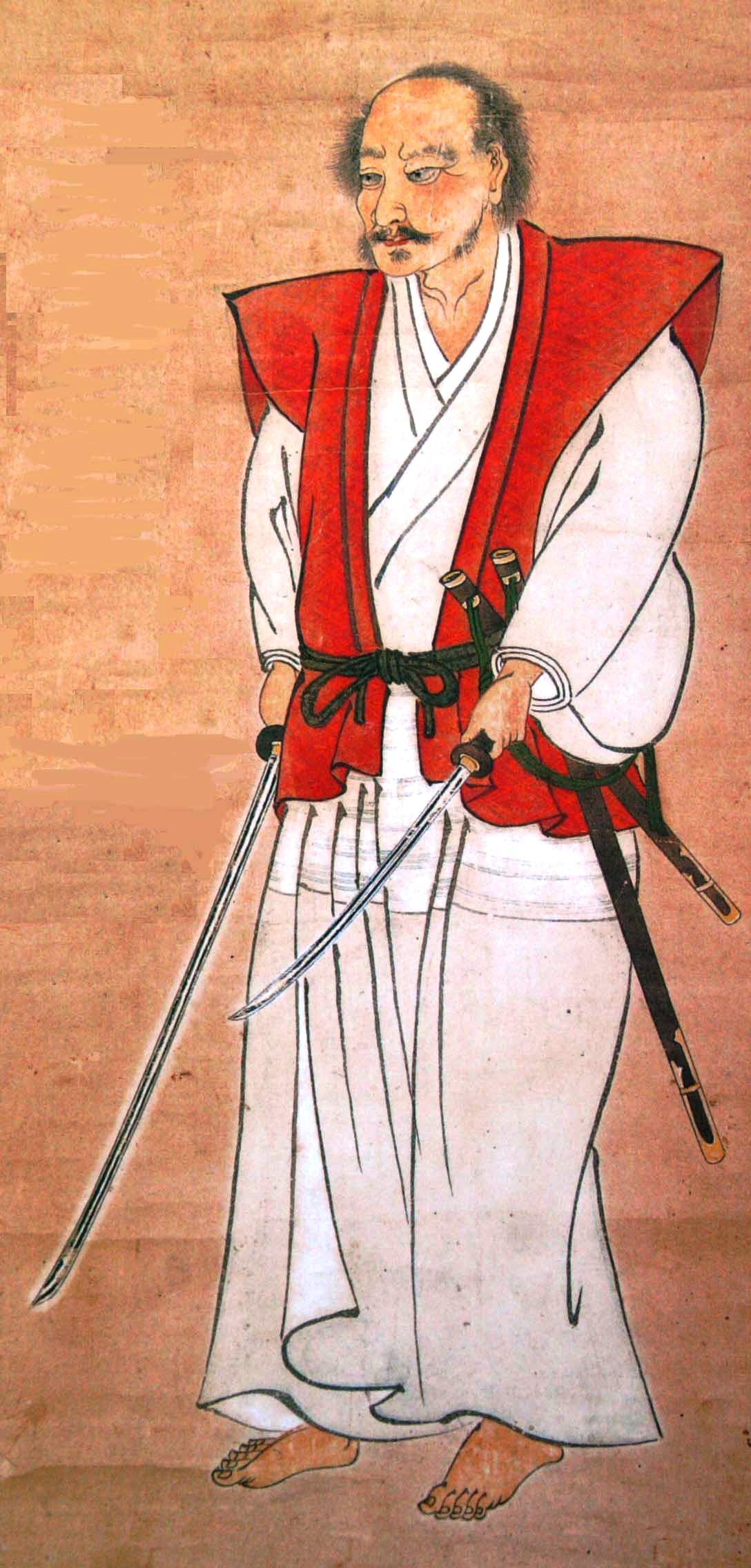
رجل سيوف من فترة إيدو المبكرة.

دوكودو  (獨行道) ("طريق الوحدة"، "الطريق إلى المضي قدمًا بمفردي"، أو "طريق المشي بمفردي") هو عمل قصير كتبه مياموتو موساشي قبل أسبوع من وفاته عام 1645. ويتكون من 21 مبدأ. تم تأليف "دوكودو" إلى حد كبير بمناسبة تخلي موساشي عن ممتلكاته استعدادًا للموت، وتم إهداؤه لتلميذه المفضل، تيراو ماغونوجو (الذي تم أيضًا إهداء كتاب الحلقات الخمس له في وقت سابق.) الذي أخذها على محمل الجد. يعبر "دوكودو" عن نظرة صارمة وصادقة وزاهدة للحياة.

## المبادئ
مبادئ دوكودو الـ 21:
1. تقبل كل شيء كما هو.
2. لا تبحث عن اللذة من أجل المتعة.
3. ابحث عن الانسجام، لا تنجرف تحت أي ظرف من الظروف على شعور جزئي.
4. اعتبر نفسك غير مهم أمام اتساع العالم وعمقه.
5. تخلص من الرغبة طوال حياتك.
6. لا تندم على ما قمت بفعله.
7. لا تغار أبدًا.
8. لا تدع نفسك تحزن أبدًا على الفراق.
9. الاستياء والشكوى لا تصلح للذات ولا للآخرين.
10. لا تدع نفسك يسترشد بمشاعر الشهوة أو الحب.
11. في كل شيء ليس لديهم تفضيلات.
12. كن غير مبال بالمكان الذي تعيش فيه.
13. لا تتبع طعم الطعام الجيد.
14. لا تتمسك بممتلكات لم تعد بحاجة إليها.
15. لا تتصرف وفقًا للمعتقدات العرفية.
16. لا تجمع الأسلحة أو تتدرب عليها بما يتجاوز ما هو مفيد.
17. لا تخافوا الموت.
18. لا تسعى إلى امتلاك سلع أو إقطاعيات لشيخوخةك.
19. احترم بوذا والآلهة دون الاعتماد على مساعدتهم.
20. يمكنك أن تتخلى عن جسدك ولكن يجب أن تحافظ على شرفك.
21. لا تبتعد أبداً عن الطريق.